# Armageddon (grup)
Armageddon fou un grup anglès de rock dur format el 1974. El seu debut homònim, Armageddon, va ser gravat a Anglaterra i publicat als Estats Units d'America per A&M Records. Les notes originals dels àlbums utilitzen el terme supergrup, ja que els seus membres eren el bateria Bobby Caldwell (anteriorment membre de Captain Beyond), el cantant Keith Relf (que havia liderat The Yardbirds i era cofundador de Renaissance), el guitarrista Martin Pugh (de Steamhammer) i el baixista Louis Cennamo (també anteriorment membre de Renaissance i Steamhammer).

## Història
Keith Relf havia ajudat amb la postproducció de l'últim LP de Steamhammer, Speech, el 1971/72. La separació de Steamhammer va tenir lloc el mateix any del llançament de l'àlbum, ja que havien experimentat nombrosos canvis de personal des de la seva creació, entre els quals la mort del bateria Mick Bradley el febrer de 1972. Els anteriors membres de Steamhammer, Pugh i Cennamo, compartien pis i Keith Relf els va demanar que es traslladessin a Los Angeles amb ell a principis de 1974 amb la intenció de formar un nou grup. Van decidir reclutar un bateria i es van trobar amb Bobby Caldwell (qui també havia estat suggerit per a la banda per Aynsley Dunbar) a The Rainbow de Hollywood, i van començar a assajar probablement junts a finals de 1974 o a principis de 1975. Un bon amic de Cennamo, Peter Frampton, també era a Los Angeles i els va ajudar a contactar amb la seva representació i el seu segell discogràfic.
Armageddon va ser dirigit inicialment per Dee Anthony (Peter Frampton, Humble Pie i Emerson, Lake & Palmer) i més tard per Jerry Weintraub (Frank Sinatra,Bob Dylan), però mai no van arribar a fer cap gira (només van tocar dos concerts en directe durant la seva existència: el juliol de 1975 a l'Starwood de Hollywood, Califòrnia), per la qual cosa és probable que es veiessin afectats negativament per la conseqüent disminució de visibilitat i de vendes de discos.

### Separació
En una entrevista del 2001, el bateria Caldwell explicava que cada cop els resultava més difícil comunicar-se amb la direcció de la banda, cosa que afectava negativament la promoció del grup. Per la seva banda, el baixista Cennamo va comentar, en les notes del CD de la reedició de l’àlbum publicada pel segell Repertoire el 1999, que els problemes amb l'heroïna de Caldwell i Pugh havien generat tensions internes. Això resultava contradictori, ja que el disc havia estat ben rebut per la crítica, havia tingut presència a la ràdio i es venia força bé. Cennamo també  va afirmar que els problemes d’asma crònica de Keith Relf estaven evolucionant cap a un emfisema, fet que dificultava cada cop més que pogués respirar prou per a cantar, i que la banda s'havia separat molts mesos abans de la mort sobtada de Keith Relf el maig de 1976.

### Anys posteriors
Després que Armageddon es separés, el baixista Cennamo es va reunir amb els seus companys de Renaissance sota el nom d'Illusion, i més tard va treballar amb Jim McCarty als grups Stairway i Renaissance Illusion. El bateria Caldwell va tornar a Captain Beyond per a un àlbum i una gira.
A la dècada del 1980, Pugh i Caldwell van intentar reformar el grup, ja que havien aconseguit cert interès per part de Capitol Records. El vocalista Jeff Fenholt va fer una audició per a formar-la, però finalment es va descobrir que no encaixava musicalment. Més audicions no van donar lloc a un substitut acceptable i la idea de reformar-la es va cancel·lar. A part d'això, sembla que el guitarrista Pugh es va retirar de la música després del 1975, tot i que va aparèixer per a tocar la guitarra en sessions al costat del guitarrista de rock estatunidenc Geoff Thorpe de Vicious Rumors a la banda estatunidenca 7th Order en el seu CD de debut, The Lake of Memory, publicat pel segell Big Island Sounds el 2007.

## Discografia
- Armageddon - A&M Records, 1975